# IC 4940
IC 4940 је ознака објекта на координатама са ректансцензијом 20h 5m 43,4s и деклинацијом - 44° 42" 29'. Открио га је Делајл Стјуарт, 1899. године. Каснијим посматрањима на том положају није уочен никакав астрономски објекат.